# Diocese de Tournai
A Diocese de Tournai (em latim: Dioecesis Tornacensis) é um território eclesiástico da Igreja Latina ou diocese da Igreja Católica na Bélgica. A diocese foi formada em 1146, após a dissolução da Diocese de Noyon e Tournai, que existia desde o século VII. Agora é sufragânea na província eclesiástica da Arquidiocese de Mechelen-Bruxelas. A cátedra é encontrada dentro da Catedral de Notre-Dame de Tournai, que foi classificada como um importante sítio do patrimônio da Valônia desde 1936 e como Patrimônio Mundial desde 2000.

## História
Já na segunda metade do século III, São Piat evangelizou Tournai ; algumas fontes o nomeiam como o primeiro bispo, mas isso permanece sem fundamento. No final do século III, o imperador Maximiano reacendeu as perseguições, e São Piat foi martirizado como resultado.
As invasões bárbaras começaram logo depois. Estas duraram do final do século III até o final do século V. São Remígio usou a boa vontade da monarquia franca para organizar a hierarquia católica no norte da Gália. Ele confiou a Diocese de Arras e Cambrai a São Vaasto (Vedasto) e fundou a Sé de Tournai (c. 500), nomeando como seu titular Eleutério .

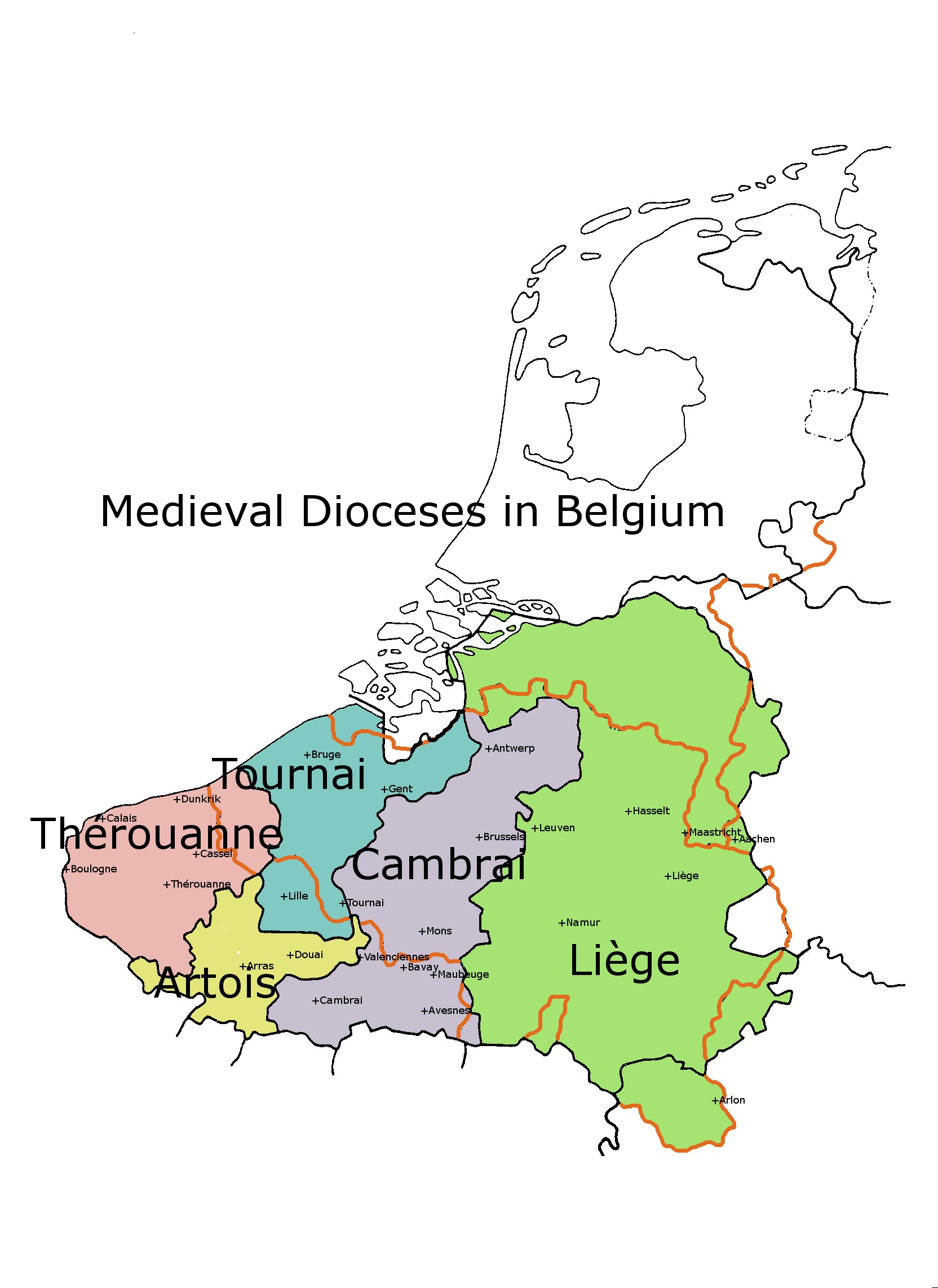
Dioceses católicas medievais sobrepostas à Bélgica moderna. Tournai fica a oeste.

Foi provavelmente o seu estatuto de cidade real que garantiu a ascensão precoce de Tournai, apenas para perder a sua posição como capital após a partida da corte merovíngia . No entanto, manteve os seus próprios bispos durante quase um século. Então, por volta de 626 ou 627, sob o episcopado de Santo Acar, as sedes de Tournai e Noyon foram reunidas, mantendo, no entanto, as suas estruturas separadas. Tournai perdeu os seus privilégios e foi relegada para o nível das dioceses vizinhas, como Boulogne e Therouanne, Arras e Cambrai. O mesmo ordinário ocupou ambas as sedes durante quinhentos anos. Foi apenas em 1146 que Tournai recebeu o seu próprio bispo.
Bispos notáveis são: Santo Eleutério (início do século VI); Santo Acar (626/27 – 1º de março de 637/38); Santo Eloi (641–660); Simão de Vermandois (1121–1146); Walter de Marvis (1219–1251), o grande fundador de escolas e hospitais; Etienne de Tournai (1192–1203), padrinho de Luís VII da França e ministro da rainha; Andrea Chini Malpiglia (1334–1342), cardeal e legado papal; Guilherme Fillastre (1460–1473), chanceler do Velocino de Ouro ; Michel de Warenghien (1283–1291), um médico muito erudito; Michel d'Esne (1597–1614), autor de várias obras. Rafael de Mercatellis (1487–1507), filho ilegítimo de Filipe, o Bom , e famoso bibliófilo , foi bispo auxiliar de Tournai.
Durante o domínio espanhol (1521–1667), a sé continuou a ser ocupada por nativos do país, mas a tomada de Tournai por Luís XIV em 1667 fez com que tivesse vários franceses como bispos: Gilbert de choiseul duplessis praslin (1670–1689); François de La Salle de Caillebot (1692–1705); Louis Marcel de Coëtlogon (1705–1707); François de Beauveau (1708–1713). Após o Tratado de Utrecht (1713), os franceses foram substituídos por alemães: Johann Ernst , Conde de Löwenstein-Wertheim (1713–1731); Franz Ernst, Conde de Salm-Reifferscheid (1731–1770); Wilhelm Florentine, Príncipe de Salm-Salm (1776–1794).
A reunificação da sé com Noyon e a consequente remoção da sede do bispado fortaleceram o cabido. A exigência do cabido de nomear apenas nobres e eruditos, conforme estabelecido pelo antigo regime, tendia a atrair pessoas de alta linhagem e instrução. Nomes ilustres franceses e belgas estão inscritos nos registros do arquivo e nas lápides da catedral. A catedral, com 134 metros de comprimento por 66 metros de largura, é encimada por cinco torres de 83 metros de altura. A nave e o transepto são românicos (século XII), enquanto o coro é gótico primário, iniciado em 1242 e concluído em 1325.
Originalmente, as fronteiras da diocese eram, sem dúvida, as da Civitas Turnacensium , conforme mencionado no "Notice des Gaules". As prescrições dos concílios e o interesse da Igreja favoreceram tais fronteiras, e elas foram mantidas ao longo da Idade Média. A diocese então se estendeu ao longo da margem esquerda do rio Escalda, do rio Scarpe até o Mar do Norte, com exceção de Vier-Ambachten (Hulst, Axel, Bouchaute e Assenede), que se diz sempre terem pertencido à Diocese de Utrecht . O Escalda formava, assim, a fronteira natural entre as Dioceses de Tournai e Cambrai, cortando as cidades de Termonde, Ghent, Oudenarde e a própria Tournai. A costa do Mar do Norte, entre o Escalda e o Yser, fazia parte integralmente desse perímetro. Do outro lado do Yser residia a Diocese de Thérouanne , que fazia fronteira com Tournai até Ypres. Ali começou a Diocese de Arras , que fazia fronteira com Tournai até a confluência do Scarpe e do Schelde em Mortgne, França. Esta vasta diocese foi por um longo tempo dividida em três arquidecanatos e doze decanatos. O arquidecanato de Bruges compreendia os decanatos de Bruges, Ardenbourg e Oudenbourg; o arquidecanto de Ghent, os decanatos de Ghent, Roulers, Oudenarde e Waes; o arquidecanto de Tournai, os decanatos de Tournai, Seclin, Helchin, Lille e Courtrai.
Em 1559, para apoiar a guerra contra o protestantismo, o rei Filipe II da Espanha obteve do Papa Paulo IV a fundação de uma série de novas dioceses. A antiga Diocese de Tournai foi dividida, com quase dois terços de seu território sendo cortados. Os contornos dos arquidecanatos de Bruges e Ghent formaram a nova diocese de Bruges e a diocese de Ghent , e seis paróquias passaram para a nova diocese de Ypres . Essa situação durou até o início do século XIX. A Revolução Francesa criou o Departamento de Jemappes , que em 1815 se tornou a Província de Hainaut , cujas fronteiras coincidiram com as da Diocese de Tournai, após uma concordata entre os plenipotenciários do Papa Pio VI e o governo consular da república. O Bispo de Tournai manteve apenas duas dezenas de paróquias anteriormente sob sua jurisdição, mas recebeu na margem direita do Escalda uma série de paróquias que, antes da Revolução, pertenciam à Diocese de Cambrai (302), Namur (50) e Liège (50).

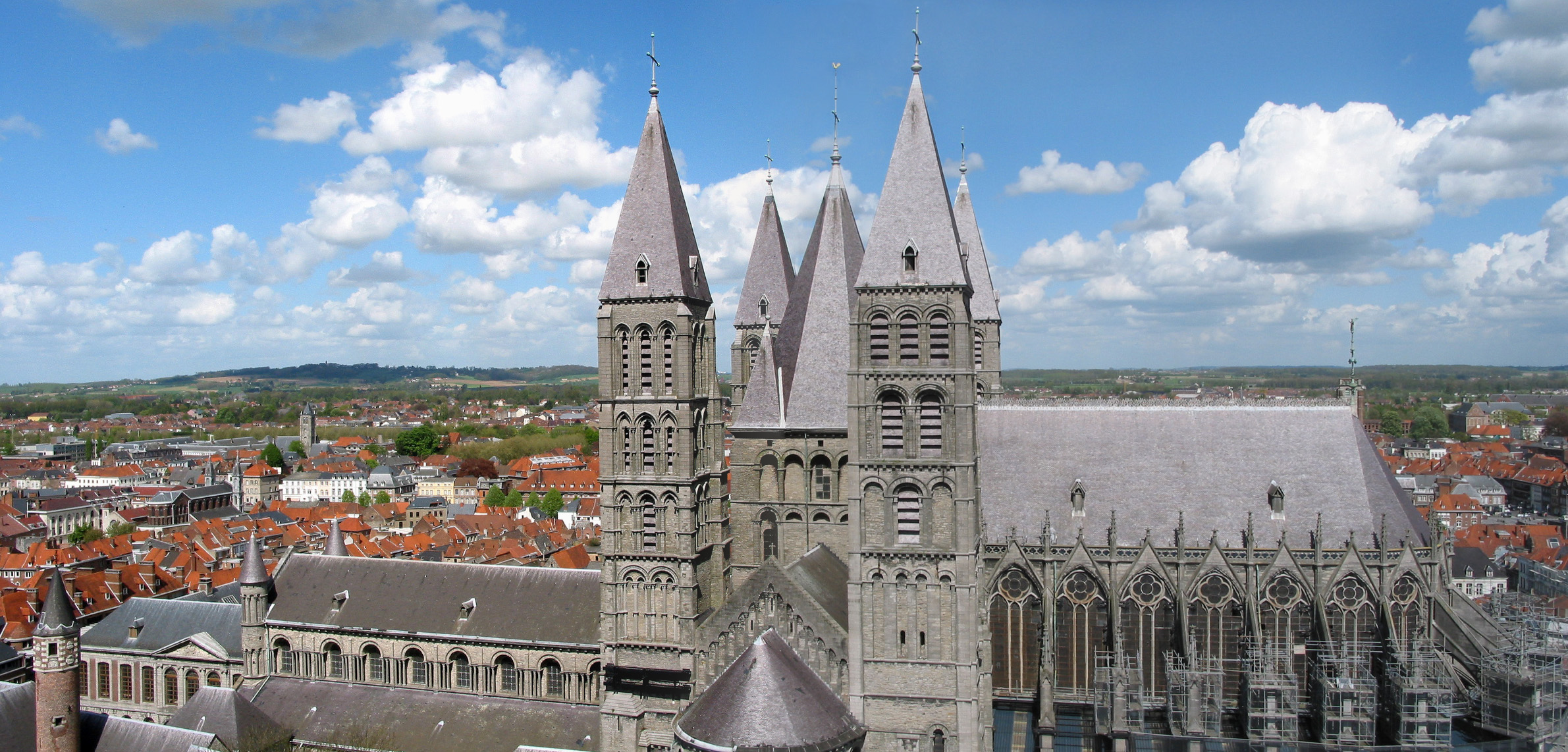
Catedral de Nossa Senhora de Tournai

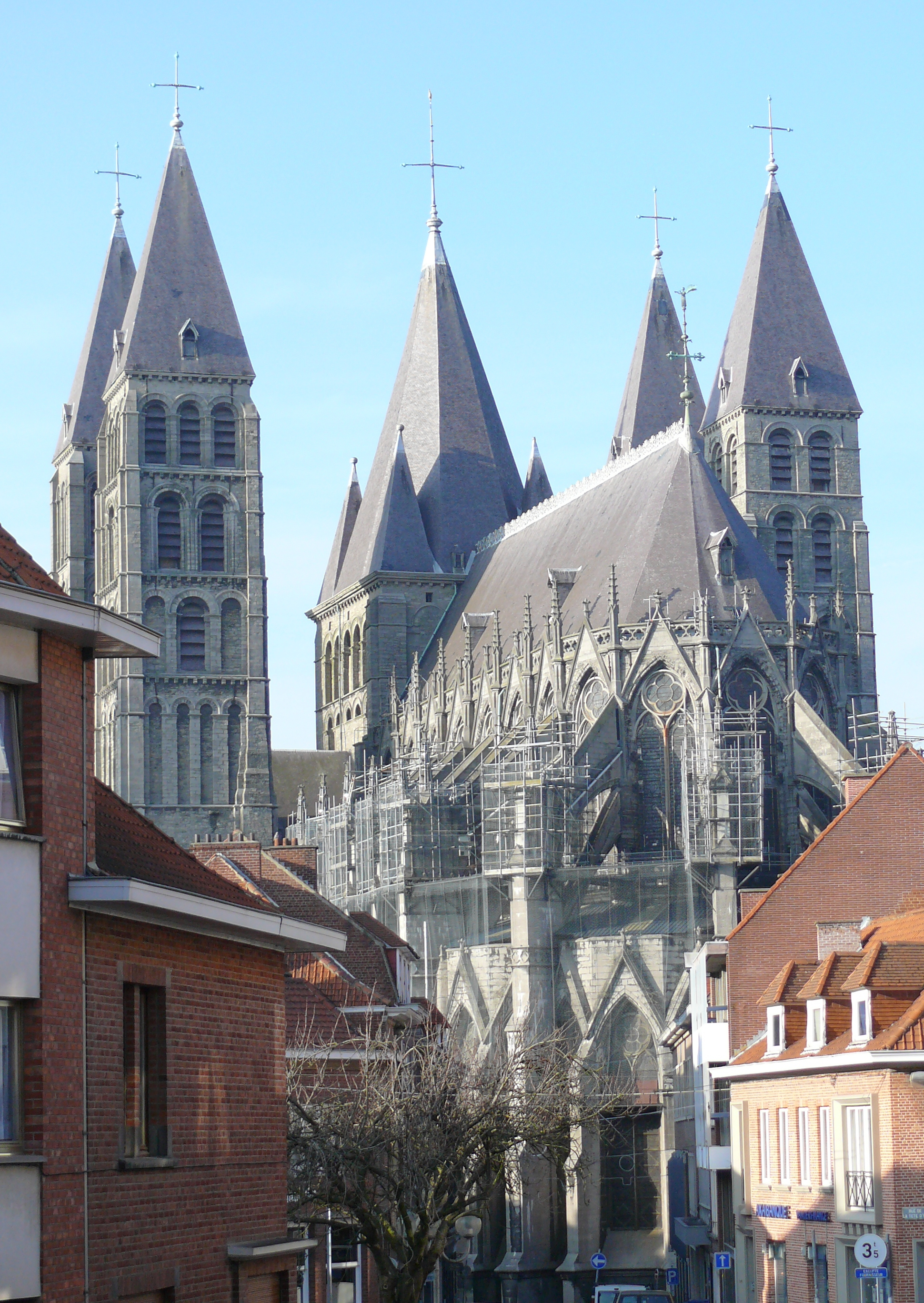
Vista traseira da Catedral de Tournai

## Bispos

### Antes 1146
- 540 : St. Eleutherius of Tournai (Eleuthere)
- c. 549 and 552 : Agrecius
- 545 : Medardus
- depois em conjunto com Noyon
- c. 626–c. 638 : Acarius
- 641–660 : Eligius
- c. 661–c. 686 : Mummolenus
- Gondoin
- c. 700 : Antgaire
- c. 715 : Chrasmar
- c. 721 : Garoul
- c. 723 : Framenger
- c. 730 : Hunuan
- c. 740 : Gui et Eunuce
- c. 748 : Elisée
- c. 756/765 : Adelfred
- ?     : Didon
- 769–c. 782 : Giselbert
- c. 798/799 : Pleon
- c. 815 : Wendelmarus
- c. 830/838 : Ronegaire
- c. 830/838 : Fichard
- 840–860 : Immon
- 860–879 : Rainelme
- 880–902 : Heidilon
- 909 : Rambert
- 915–932 : Airard
- †936 : Walbert
- 937–950 : Transmar, Transmarus
- 950–954 : Rudolf
- 954–955 : Fulcher
- 955–977 : Hadulphe
- 977–988 : Liudolf of Vermandois
- 989–997 : Radbod I
- 1000–1030 : Hardouin
- 1030–1044 : Hugo
- 1044–1068 : Balduin
- 1068–1098 : Radbod II
- 1099–1112 : Baldric of Noyon
- 1114–1123 : Lambert
- 1123–1146 : Simon of Vermandois
- Diocese split

### 1146 a 1500; bispos de Tournai
- 1146–1149 : Anselm
- 1149–1166 : Gerard
- 1166–1171 : Walter
- 1173–1190 : Everard
- 1193–1203 : Estêvão de Tournai
- 1203–1218 : Gossuin
- 1219–1251 : Walter of Marvis
- 1252–1261 : Walter of Croix
- 1261–1266 : Johann I Buchiau
- 1267–1274 : John of Enghien
- 1275–1282 : Philipp Mus
- 1283–1291 : Michael von Warenghien
- 1292–1300 : Johann III von Vassogne
- 1301–1324 : Guy of Boulogne
- 1324–1326 : Elie de Ventadour
- 1326–1333 : Guillaume de Ventadour
- 1333      : Theobald de Saussoire
- 1334–1342 : André Ghini
- 1342–1349 : Jean IV. des Prés
- 1349–1350 : Pierre de Forest (also Bishop of Paris)
- 1351–1377 : Pierre d'Arbois
- 1379–1388 : Pierre d'Auxy
  - 1380–1384 : Jean de West
- 1388–1410 : Louis de la Trémouille
- 1410–1433 : Jean de Thoisy
- 1433–1437 : Jean d'Harcourt
- 1437–1460 : Jean Chevrot
- 1460–1473 : Guillaume Fillastre
- 1474–1483 : Ferry de Clugny
- 1483–1505 : Schism

### 1500 a 1800
- 1505–1513 : Charles de Hautbois
- 1514–1518 : Tomás Wolsey
- 1519–1524 : Louis Guillard, bispo eleito em 1513, mas substituído por Wolsey até 1519[6]
- 1524–1564 : Charles de Croÿ
- 1564–1574 : Gilbert d'Oignies
- 1574–1580 : Pierre Pintaflour
- 1583–1586 : Maximilien Morillon
- 1586–1592 : Jean Vendeville (Jean Venduille)
- 1592–1597 : Vacante
- 1597–1614 : Michel D'Esne
- 1614–1644 : Maximilien Villain
- 1644–1660 : François Villain
- 1660–1689 : Gilbert de Choiseul
- 1689–1705 : François de Caillebot de La Salle
- 1705–1707 : Louis-Marcel de Coëtlogon-Méjusseaume
- 1707–1713 : René de Beauveau (então Bispo de Toulouse)
- 1713–1731 : Johann Ernst von Löwenstein-Wertheim
- 1731–1770 : Franz Ernst von Salm-Reifferscheid
- 1770–1776 : Vacante
- 1776–1793 : Wilhelm Florentin von Salm-Salm (então Arcebispo de Praga)
- 1793–1802 : Vacante

### A partir de 1800
- 1802–1819 : François-Joseph Hirn
- 1819–1829 : Vacante
- 1829–1834 : Jean Joseph Delplancq
- 1835–1872 : Gaspard-Joseph Labis
- 1873–1880 : Edmond Dumont
- 1881–1897 : Isidore-Joseph du Rousseaux
- 1897–1915 : Carolus Gustavus Walravens
- 1915–1924 : Amédée Crooy
- 1924–1939 : Gaston-Antoine Rasneur
- 1940–1945 : Luigi Delmotte
- 1945–1948 : Etienne Carton de Wiart
- 1948–1977 : Charles-Marie Himmer
- 1977–2002 : Jean Huard
- 2003–presente : Guy Harpigny